# Кузнецкий мост (Москва)

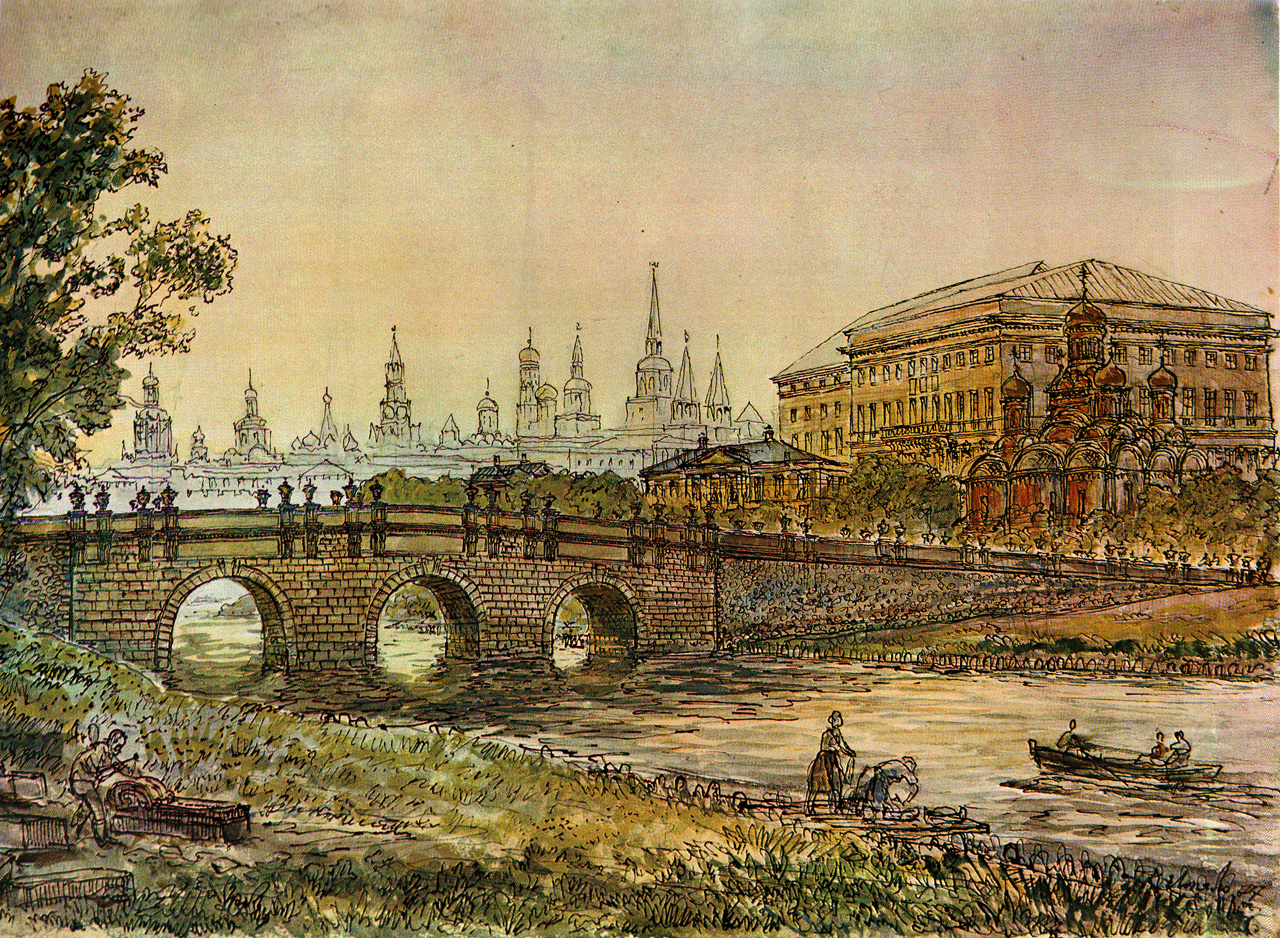
Кузнецкий мост в XVIII веке

Кузнецкий мост — древний каменный мост в Москве через реку Неглинную на пересечении современных улиц Неглинная и Кузнецкий Мост.

## История

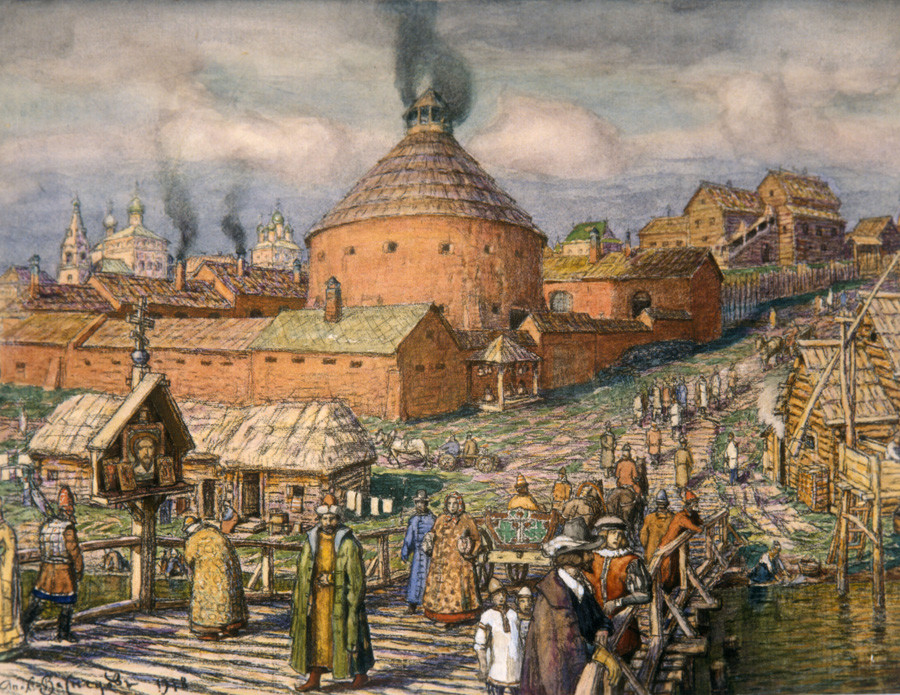
А. М. Васнецов, Пушечно-литейный двор. На переднем плане мост через Неглинную

Первоначально это был деревянный однопролётный мост, который до пожара 1612 года располагался несколько ниже по течению Неглинной, в юго-восточном углу нынешней Театральной площади.
В 1754 −1761 годах по проекту архитектора Д. В. Ухтомского Семёном Яковлевым был построен трехпролётный каменный мост. Мост был шириной 16 метров и длиной 29,82 метра. Длина ограждённой части моста вместе с подходами была 88,46 метра. Это было сделано на случай больших разливов, то есть общая длина сооружения простилалась от Петровки до Рождественки.
Мост был основан на свайных фундаментах. Быки были сделаны одинаковыми с береговыми устоями, в форме стенок шириной 4,26 м, поставленных вдоль течения реки, и длиной, равной ширине моста. Пролёты моста были равны ширине стенок. Пролётные отверстия, перекрывались полуциркульными сводами из белого камня. Высота пролётных отверстий от воды — 6,4 метра. При разливах вода не достигала верхней точки пролётного отверстия.
В конце XVIII века реку Неглинная собирались превратить в городской канал, на Трубной площади устроить пруд, а у Кузнецкого Моста — еще один, с водопадами и статуей Екатерины II. Однако этим планам не суждено было сбыться.
После заключения в 1818—1819 годах реки в подземную трубу уровень улиц был поднят выше моста, а мост засыпан грунтом.
В конце 1980-х годов, при проведении земляных работ по сооружению нового коллектора, строители под многими слоями асфальта и одним слоем булыжника натолкнулись на каменные конструкции Кузнецкого моста. Белокаменный парапет моста был повреждён строительной техникой, но затем работы были приостановлены. Достаточно долго после этого можно было совсем близко наблюдать открывшиеся остатки исторического объекта. Архитекторы-реставраторы провели натурные обмеры памятника, затем уличное дорожное покрытие было восстановлено.

## Фотографии
Элементы Кузнецкого моста при ремонте подземных коммуникаций во время реконструкции коллектора реки Неглинной в августе-сентябре 1986 года запечатлены фотографами.